# Utströmningsområde
Utströmningområde är ett växtgeografiskt område som ligger längre ner i skogsgränsen på ett fjäll. Utströmningområde kan defenieras som ett område där grundvatten flödar ur grundvattenzonen och det innebär en hög halt av mikro och makronäringsämnen i marken. 
Detta leder till en rik vegetation där växterna konkurrerar om solljuset i första hand. Växtligheten i ett utströmningsområde blir därför ganska höga och frodiga.